# Rampillon
Rampillon ist eine französische Gemeinde mit 833 Einwohnern (Stand: 1. Januar 2022) im Département Seine-et-Marne in der Region Île-de-France. Sie gehört zum Arrondissement Provins und zum Kanton Nangis. Die Einwohner heißen Rampillonais.

## Geographie
Die Gemeinde Rampillon liegt 20 Kilometer östlich von Melun und 20 Kilometer westlich von Nangis. Knapp an der Grenze entspringt der Fluss Almont, der zur Seine entwässert. Umgeben wird Rampillon von den Nachbargemeinden La Croix-en-Brie im Norden, Vanvillé im Nordosten und Osten, Sognolles-en-Montois im Osten und Südosten, Meigneux im Südosten und Süden, Villeneuve-les-Bordes im Süden und Südwesten, Fontains im Südwesten sowie Nangis im Westen.
Am Nordrand der Gemeinde führt die frühere Route nationale 19 (heutige D619) entlang.

## Bevölkerungsentwicklung
| Jahr                       | 1962 | 1968 | 1975 | 1982 | 1990 | 1999 | 2006 | 2013 | 2021 |
| Einwohner                  | 422  | 348  | 407  | 561  | 651  | 607  | 762  | 806  | 831  |
| Quellen: Cassini und INSEE |      |      |      |      |      |      |      |      |      |

## Sehenswürdigkeiten
- Kirche Saint-Éliphe aus dem 13. Jahrhundert, Monument historique

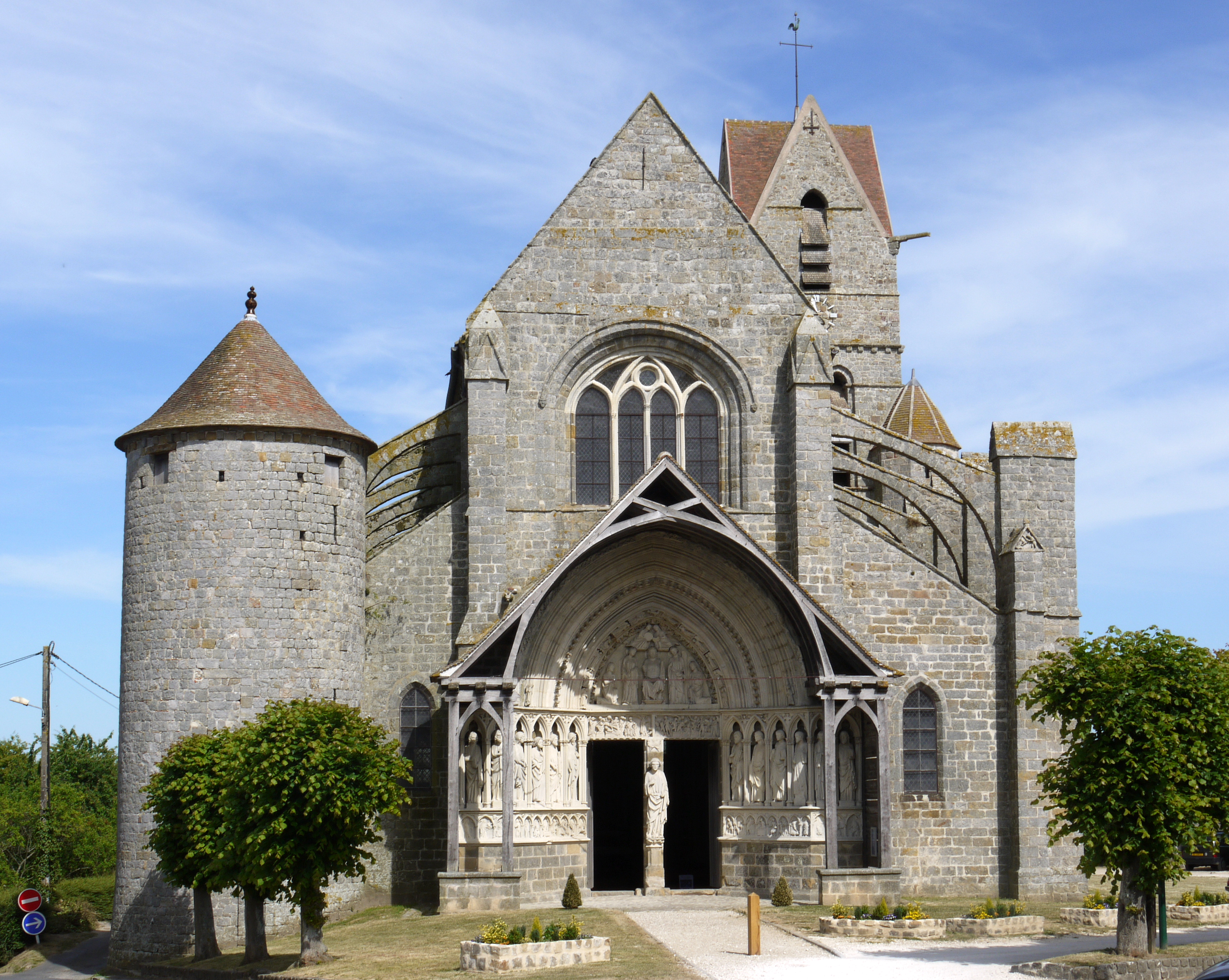
Kirche Saint-
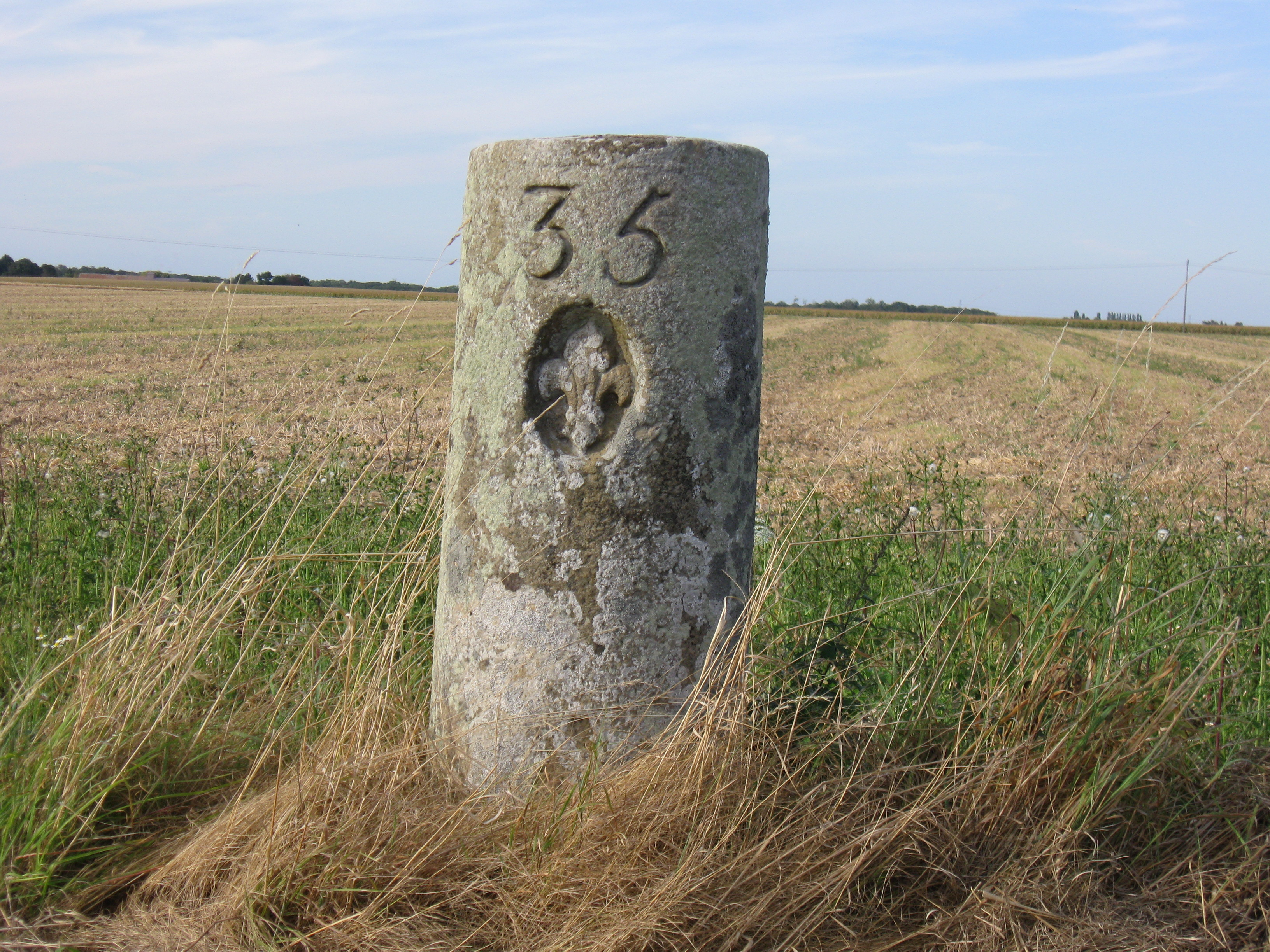
Alter Distanzstein (35 halbe Meilen von Paris aus gezählt)
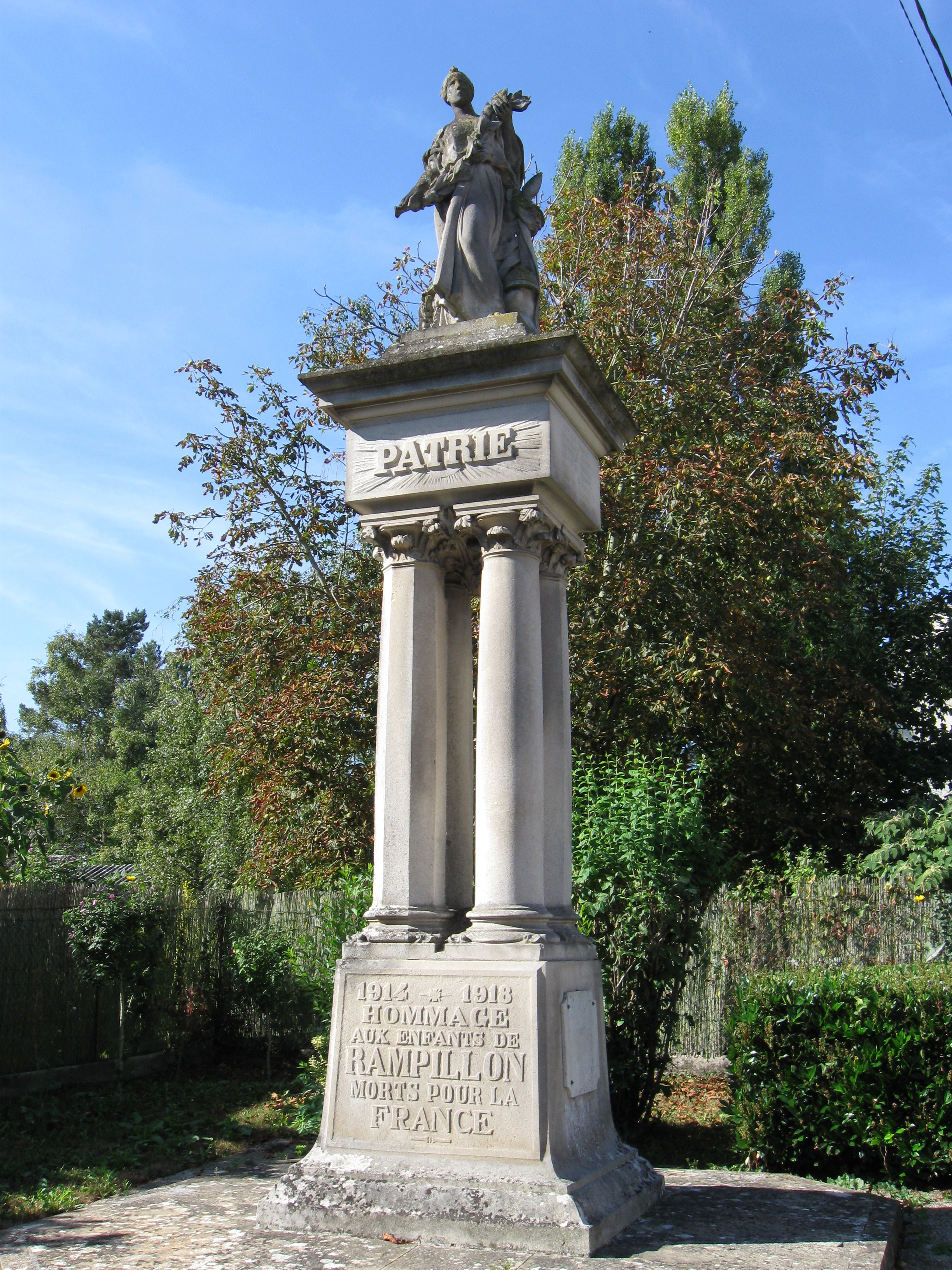
Gefallenendenkmal

## Persönlichkeiten
- Eliphius von Rampillon (vermutlich 362 verstorben), Diakon und Märtyrer der christlichen Kirche